# Bulbophyllum nematopodum
Bulbophyllum nematopodum là một loài phong lan thuộc chi Bulbophyllum.